# Selección de fútbol sub-17 de Filipinas
La Selección de fútbol sub-17 de Filipinas es el equipo que representa al país en el Mundial Sub-17, en el Campeonato Sub-16 de la AFC y en el Campeonato Sub-16 de la AFF; y es controlado por la Federación Filipina de Fútbol.

## Participaciones

### Mundial Sub-17
| Año                         | Fase            | Posición        | PJ              | PG              | PE              | PP              | GF              | GC              |
| --------------------------- | --------------- | --------------- | --------------- | --------------- | --------------- | --------------- | --------------- | --------------- |
| China 1985                  | No se clasificó | No se clasificó | No se clasificó | No se clasificó | No se clasificó | No se clasificó | No se clasificó | No se clasificó |
| Canadá 1987                 | No se clasificó | No se clasificó | No se clasificó | No se clasificó | No se clasificó | No se clasificó | No se clasificó | No se clasificó |
| Escocia 1989                | No se clasificó | No se clasificó | No se clasificó | No se clasificó | No se clasificó | No se clasificó | No se clasificó | No se clasificó |
| Italia 1991                 | No se clasificó | No se clasificó | No se clasificó | No se clasificó | No se clasificó | No se clasificó | No se clasificó | No se clasificó |
| Japón 1993                  | No se clasificó | No se clasificó | No se clasificó | No se clasificó | No se clasificó | No se clasificó | No se clasificó | No se clasificó |
| Ecuador 1995                | No se clasificó | No se clasificó | No se clasificó | No se clasificó | No se clasificó | No se clasificó | No se clasificó | No se clasificó |
| Egipto 1997                 | No se clasificó | No se clasificó | No se clasificó | No se clasificó | No se clasificó | No se clasificó | No se clasificó | No se clasificó |
| Nueva Zelanda 1999          | No se clasificó | No se clasificó | No se clasificó | No se clasificó | No se clasificó | No se clasificó | No se clasificó | No se clasificó |
| Trinidad y Tobago 2001      | No se clasificó | No se clasificó | No se clasificó | No se clasificó | No se clasificó | No se clasificó | No se clasificó | No se clasificó |
| Finlandia 2003              | No se clasificó | No se clasificó | No se clasificó | No se clasificó | No se clasificó | No se clasificó | No se clasificó | No se clasificó |
| Perú 2005                   | No se clasificó | No se clasificó | No se clasificó | No se clasificó | No se clasificó | No se clasificó | No se clasificó | No se clasificó |
| Corea del Sur 2007          | No se clasificó | No se clasificó | No se clasificó | No se clasificó | No se clasificó | No se clasificó | No se clasificó | No se clasificó |
| Nigeria 2009                | No se clasificó | No se clasificó | No se clasificó | No se clasificó | No se clasificó | No se clasificó | No se clasificó | No se clasificó |
| México 2011                 | No se clasificó | No se clasificó | No se clasificó | No se clasificó | No se clasificó | No se clasificó | No se clasificó | No se clasificó |
| Emiratos Árabes Unidos 2013 | No se clasificó | No se clasificó | No se clasificó | No se clasificó | No se clasificó | No se clasificó | No se clasificó | No se clasificó |
| Chile 2015                  | No se clasificó | No se clasificó | No se clasificó | No se clasificó | No se clasificó | No se clasificó | No se clasificó | No se clasificó |
| India 2017                  | Por definirse   | Por definirse   | Por definirse   | Por definirse   | Por definirse   | Por definirse   | Por definirse   | Por definirse   |
| Total                       | 0/16            | 0º              | 0               | 0               | 0               | 0               | 0               | 0               |

### Campeonato Sub-16 de la AFC
| AFC U-16 Championship | AFC U-16 Championship | AFC U-16 Championship | AFC U-16 Championship | AFC U-16 Championship | AFC U-16 Championship | AFC U-16 Championship | AFC U-16 Championship | AFC U-16 Championship |
| Año                   | Resultado             | J                     | G                     | E                     | P                     | GF                    | GC                    |                       |
| --------------------- | --------------------- | --------------------- | --------------------- | --------------------- | --------------------- | --------------------- | --------------------- | --------------------- |
| 1985                  | No clasificó          | No clasificó          | No clasificó          | No clasificó          | No clasificó          | No clasificó          | No clasificó          |                       |
| 1986                  | No clasificó          | No clasificó          | No clasificó          | No clasificó          | No clasificó          | No clasificó          | No clasificó          |                       |
| 1988                  | No clasificó          | No clasificó          | No clasificó          | No clasificó          | No clasificó          | No clasificó          | No clasificó          |                       |
| 1990                  | No clasificó          | No clasificó          | No clasificó          | No clasificó          | No clasificó          | No clasificó          | No clasificó          |                       |
| 1992                  | Abandonó el torneo    | Abandonó el torneo    | Abandonó el torneo    | Abandonó el torneo    | Abandonó el torneo    | Abandonó el torneo    | Abandonó el torneo    |                       |
| 1994                  | No participó          | No participó          | No participó          | No participó          | No participó          | No participó          | No participó          |                       |
| 1996                  | No participó          | No participó          | No participó          | No participó          | No participó          | No participó          | No participó          |                       |
| 1998                  | No participó          | No participó          | No participó          | No participó          | No participó          | No participó          | No participó          |                       |
| 2000                  | No clasificó          | No clasificó          | No clasificó          | No clasificó          | No clasificó          | No clasificó          | No clasificó          |                       |
| 2002                  | No clasificó          | No clasificó          | No clasificó          | No clasificó          | No clasificó          | No clasificó          | No clasificó          |                       |
| 2004                  | No clasificó          | No clasificó          | No clasificó          | No clasificó          | No clasificó          | No clasificó          | No clasificó          |                       |
| 2006                  | No participó          | No participó          | No participó          | No participó          | No participó          | No participó          | No participó          |                       |
| 2008                  | No participó          | No participó          | No participó          | No participó          | No participó          | No participó          | No participó          |                       |
| 2010                  | No clasificó          | No clasificó          | No clasificó          | No clasificó          | No clasificó          | No clasificó          | No clasificó          |                       |
| 2012                  | No participó          | No participó          | No participó          | No participó          | No participó          | No participó          | No participó          |                       |
| 2014                  | No clasificó          | No clasificó          | No clasificó          | No clasificó          | No clasificó          | No clasificó          | No clasificó          |                       |
| 2016                  | No clasificó          | No clasificó          | No clasificó          | No clasificó          | No clasificó          | No clasificó          | No clasificó          |                       |
| Total                 | 0/17                  | -                     | -                     | -                     | -                     | -                     | -                     |                       |

### Campeonato Sub-16 de la AFF
| Campeonato Sub-16 de la AFF | Campeonato Sub-16 de la AFF | Campeonato Sub-16 de la AFF | Campeonato Sub-16 de la AFF | Campeonato Sub-16 de la AFF | Campeonato Sub-16 de la AFF | Campeonato Sub-16 de la AFF | Campeonato Sub-16 de la AFF | Campeonato Sub-16 de la AFF |
| Año                         | Resultado                   | J                           | G                           | E                           | P                           | GF                          | GC                          |                             |
| --------------------------- | --------------------------- | --------------------------- | --------------------------- | --------------------------- | --------------------------- | --------------------------- | --------------------------- | --------------------------- |
| 2002                        | Fase de grupos              | 4                           | 0                           | 1                           | 3                           | 2                           | 17                          |                             |
| 2005                        | No participó                | No participó                | No participó                | No participó                | No participó                | No participó                | No participó                |                             |
| 2006                        | No participó                | No participó                | No participó                | No participó                | No participó                | No participó                | No participó                |                             |
| 2007                        | No participó                | No participó                | No participó                | No participó                | No participó                | No participó                | No participó                |                             |
| 2008                        | No participó                | No participó                | No participó                | No participó                | No participó                | No participó                | No participó                |                             |
| 2010                        | No participó                | No participó                | No participó                | No participó                | No participó                | No participó                | No participó                |                             |
| 2011                        | Fase de grupos              | 4                           | 0                           | 0                           | 4                           | 2                           | 19                          |                             |
| 2012                        | No participó                | No participó                | No participó                | No participó                | No participó                | No participó                | No participó                |                             |
| 2013                        | Fase de grupos              | 4                           | 1                           | 0                           | 3                           | 1                           | 10                          |                             |
| 2015                        | Fase de grupos              | 4                           | 0                           | 0                           | 4                           | 3                           | 16                          |                             |
| Total                       | 4/10                        | 16                          | 1                           | 1                           | 14                          | 8                           | 62                          |                             |